# Knop (enhet)
Knop (förkortning kn) är en enhet för hastighet till sjöss och i luften. En knop betyder en nautisk mil (sjömil, distansminut; 1852 meter) per timme (= cirka 1,9 km/h), i meteorologiska sammanhang (åtminstone i Sverige) avrundat till 0,5 m/s. Knop är inte en SI-enhet, men dess användning är accepterad inom SI.
Beteckningen anses komma från nederländska knoop eller medellågtyska knap, som båda betyder "knut" och härrör från att man i tiderna beräknade farten med hjälp av en handlogg, som hade en utlöpande lina märkt med olika knutar med jämna mellanrum. Antalet knopar som löpte ut under viss tid angav farten.
Enheten knop är praktisk i samband med navigation, då en sjömil motsvarar en bågminut (en sextiondels grad; härav beteckningen distansminut) längs en meridian; positioner och avstånd på sjökort kan lätt relateras till hastigheter angivna i knop. Sambandet mellan vinklar och avstånd är ändå inte helt exakt då bågminutens längd varierar något längs meridianen. En sjömil definieras internationellt som 1 852 meter och en knop är därmed 1,852 km/h eller ungefär 0,514 m/s. USA och Storbritannien använde en något längre sjömil fram till 1952 respektive 1970 (också helt andra enheter har kallats sjömil).

## Praktisk hastighetsmätning

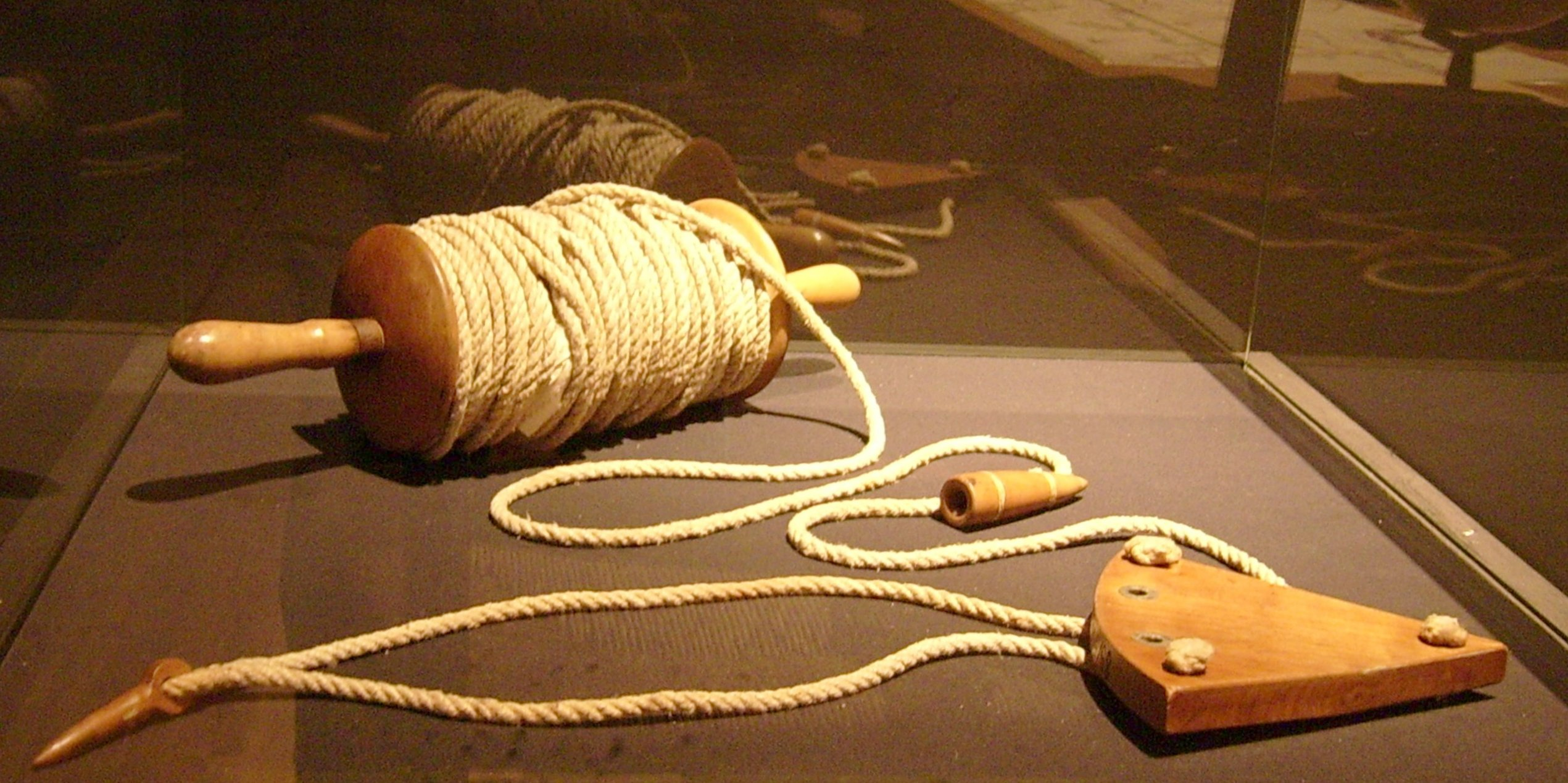
Handlogg.

Loggning, det vill säga mätning av hastighet till sjöss, gick förr till så att man hivade ut en lina med en bromsande loggskädda och knopar med jämna mellanrum. Samtidigt uppmättes tiden, eventuellt med hjälp av ett timglas. Antalet knopar som löpt ut när sanden runnit ut, gav på så sätt hastigheten i "knop".
Numera mäts hastigheten på ett fartyg på ett eller flera av följande sätt:
- Mekanisk logg
- Elektronisk logg
- Trycklogg
- Satellitnavigator